# Леметр, Клаудия
Клаудиа Арсе Леметр (род. 4 апреля 1991, Сукре, Боливия) — победительница конкурса красоты Мисс Боливия 2009 года. На конкурсе она представляла департамент Чукисака. В этом конкурсе она получила дополнительные титулы: Мисс Улыбка и Лучший национальный костюм. Клаудия представляла Боливию на конкурсе Queen of the World 2009 состоявшийся в Берлине, Германия, а также Мисс Вселенная 2010. Она была первой боливийкой от департамента Чукисака, которая участвовала в конкурсе Мисс Вселенная.

## Биография
Она учится в университете San Francisco Xavier de Chuquisaca на инженерном факультете. Она имеет диплом об окончании факультета физики местного университета. Она заняла первое место в национальных соревнованиях по физике, химии, астрономии и астрофизике, в период между 2005 и 2007 годами. В 2008 году она была номинирована на участие в Международной олимпиаде по астрономии и астрофизике в Индонезии.
Она была специальным гостем на двухсотлетии празднования независимости Боливии в её родном городе, Сукре, а также и в Ла-Пасе.
Она официально посетила несколько муниципалитетов в Бени и ездила в Лиму, Перу для участия в фотосессии для каталога Yanbal.
Она также работала в качестве лица компании Fancesa Fexpocruz в 2009 году и была моделью Samsung Teleinformática.
Клаудиа Арсе стала первой Мисс Боливия с самым длинным периодом удержания за собой титула Мисс Боливия, потому, что организация Мисс Боливия, приняла решение сдвинуть сроки проведения ежегодного конкурса с мая на август.
После 2009 года работала актрисой и телеведущей.
Она праправнучка президента Анисето, Рае Руиса